# Maryan Street
Maryan Street (Nueva Plymouth, 5 de abril de 1955) es una sindicalista, académica y política neozelandesa. Fue presidenta del Partido Laborista de Nueva Zelanda de 1993 a 1995 y legisladora por el Partido Laborista en la Cámara de Representantes de 2005 a 2014.
Durante el último año del Quinto Gobierno Laborista, Street ocupó los cargos de Ministra de Vivienda y Ministra de la Corporación de Compensación por Accidentes. Streep fue además la primera diputada abiertamente lesbiana elegida para el Parlamento de Nueva Zelanda en la historia del país.

## Biografía
Street nació y creció en Nueva Plymouth. Durante su juventud, tenía la intención de convertirse en ministra presbiteriana pero en lugar de eso estudió literatura inglesa y religión comparada en la Universidad Victoria en Wellington, donde recibió una licenciatura en 1976. Posteriormente se formó como maestra y enseñó en Westlake Girls High School. Fue a través de la docencia que se involucró en el sindicalismo, incorporándose a la Asociación de Profesores de Postprimaria, que presidió de 1981 a 1983.
Se unió al Partido Laborista de Nueva Zelanda en 1984 y fue vicepresidenta sénior del partido de 1991 a 1993 y presidenta de 1993 a 1995, convirtiéndose en la tercera mujer presidenta del mismo, luego de Margaret Wilson y Ruth Dyson. El mandato de Street como presidenta incluyó las elecciones generales de 1993 y el posterior cambio de liderazgo laborista de Mike Moore a Helen Clark. A pesar de la obligación de la presidenta de apoyar al líder, Street concedió una entrevista radiofónica en noviembre de 1993 en la que dijo que, en su opinión, Moore ya no debía de ser el líder. Ella se justificó diciendo que hizo esa declaración pensando en el interés mayor del partido. Street le escribió a Moore pidiéndole que renunciara voluntariamente, pero él se negó.
En 1990, Street fue nombrada profesora titular de relaciones empresariales y directora de estudios laborales en la Universidad de Auckland. Obtuvo una Maestría en Filosofía en Relaciones Industriales en Auckland en 1993 y comenzó, pero no completó, un doctorado sobre participación de trabajadores. Después de dejar la universidad en 1999, trabajó como gerenta de relaciones laborales para las Juntas Distritales de Salud de Nueva Zelanda, una sociedad incorporada establecida para coordinar los esfuerzos de promoción de las juntas distritales de salud del país, y también formó parte de juntas directivas de agencias gubernamentales y el Crown Forestry Rental Trust de 2000 a 2005. 

### Miembro del Parlamento
Street fue nombrada como posible futura candidata laborista en septiembre de 2004 y confirmó su participación en noviembre como candidata para las elecciones generales de 2005. En mayo de 2005, fue seleccionada para disputar el bastión del Partido Nacional en Taranaki-King Country, que perdió ante el entonces legislador Shane Ardern en las elecciones de septiembre. Street, que ocupaba el puesto trigésimo sexto en la lista del partido, el segundo puesto más alto otorgado por el Partido Laborista en 2005 a una persona que aún no era miembro del Parlamento, logró ingresar al parlamento como diputada de lista.
En su declaración inaugural del 16 de noviembre de 2005, Street expuso una agenda de derechos humanos. Dijo que se presentaba a un cargo público para hacer campaña por la justicia social y que creía que los derechos humanos eran el núcleo de la democracia. “No he venido a esta Cámara para ser menos que valiente respecto de los derechos humanos de aquellos a quienes algunos tratarían de marginar. Busco una sociedad inclusiva, justa y tolerante que tenga más probabilidades de ser pacífica, productiva y segura para que nuestros hijos crezcan. Una sociedad pluralista es estable debido a sus diferencias, no a pesar de ellas. Son las mismas diferencias entre las personas, que trabajan juntas pacíficamente y con respeto mutuo, las que permiten que una sociedad permanezca fuerte y cohesiva”.
Como diputada de primer mandato con experiencia política previa, Street fue inmediatamente marcada como posible futura ministra. Fue vicepresidenta del comité de salud y también formó parte de los comités de revisión regulatoria y de comercio, desde 2005 hasta 2007, cuando fue nombrada ministra del gabinete en el Quinto Gobierno Laborista. Entre el 31 de octubre de 2007 y el 19 de noviembre de 2008 se desempeñó como Ministra de Vivienda, Ministra de la Corporación de Compensación por Accidentes, Ministra Adjunta de Educación Terciaria y Ministra Adjunta de Desarrollo Económico. El columnista John Armstrong la consideraba una ministra competente y avanzó legislación destinada a mejorar la disponibilidad de viviendas asequibles y ayudar a los pensionados a acceder a planes de rehabilitación vocacional.
En las elecciones generales de 2008 y 2011, Street disputó el electorado de Nelson, donde fue derrotada por el diputado del Partido Nacional, Nick Smith. Sin embargo, en ambas ocasiones volvió a ingresar al Parlamento para su segundo y tercer mandato como diputada de lista. Con el Partido Laborista en la oposición después de las elecciones de 2008, Street fue la portavoz del partido para la educación terciaria, el comercio, las negociaciones del Tratado de Waitangi, los asuntos exteriores, la salud, el medio ambiente y el control de armas. Formó parte de los comités parlamentarios de educación, asuntos exteriores, salud y justicia entre 2008 y 2014, y presidió el comité de revisión de reglamentos de febrero de 2013 a agosto de 2014.
Como diputada del gobierno y diputada de oposición, Street defendió cambios legales para abordar los derechos de seguro de los inquilinos, la inversión ética, la prohibición de la importación de bienes fabricados mediante mano de obra esclava, y el derecho a morir con dignidad, aunque ninguna de estas iniciativas fue promulgada. También fue una de las principales defensoras de la legislación sobre derechos humanos para las comunidades LGBT+. En 2010, presentó una moción ante el Parlamento de Nueva Zelanda para afirmar el compromiso con los derechos humanos de los presos políticos en Birmania y visitó dicho país en noviembre de 2012 para observar la implementación del programa de vacunación Gavi.  Street apoyó el desarrollo profesional de jóvenes líderes de Birmania y participó en el Programa de Jóvenes Líderes del Ministerio de Asuntos Exteriores y Comercio.
Street apoyó a Grant Robertson en las elecciones de liderazgo del Partido Laborista de 2013. Fue derrotada por tercera vez en Nelson en las elecciones generales de 2014. A pesar de su lugar relativamente alto en el puesto 15 en la lista del Partido Laborista, el pobre desempeño del partido bajo el líder David Cunliffe significó que no ser electa como diputada de la lista. Declinó la oportunidad de regresar como diputada de lista en 2017 y no participó en las elecciones generales de dicho año.

### Trabajo internacional y carrera posterior
Street trabajó como observadora internacional de elecciones generales en África y Asia, principalmente en nombre de la Mancomunidad de Naciones, centrándose en los derechos humanos y el buen gobierno. Ha observado elecciones en Lesoto (2007 y 2015), Sierra Leona (2018) y Maldivas (2019).
Después de dejar el Parlamento, Street siguió manteniendo un alto perfil como activista a favor de la eutanasia, otras causas de derechos humanos y las relaciones laborales. Trabajó para KiwiRail como gerenta de relaciones laborales de 2015 a 2022. Fue nombrada miembro del consejo de la Universidad Victoria de Wellington en 2021 y de la junta de KiwiRail en julio en 2022.

## Premios y honores

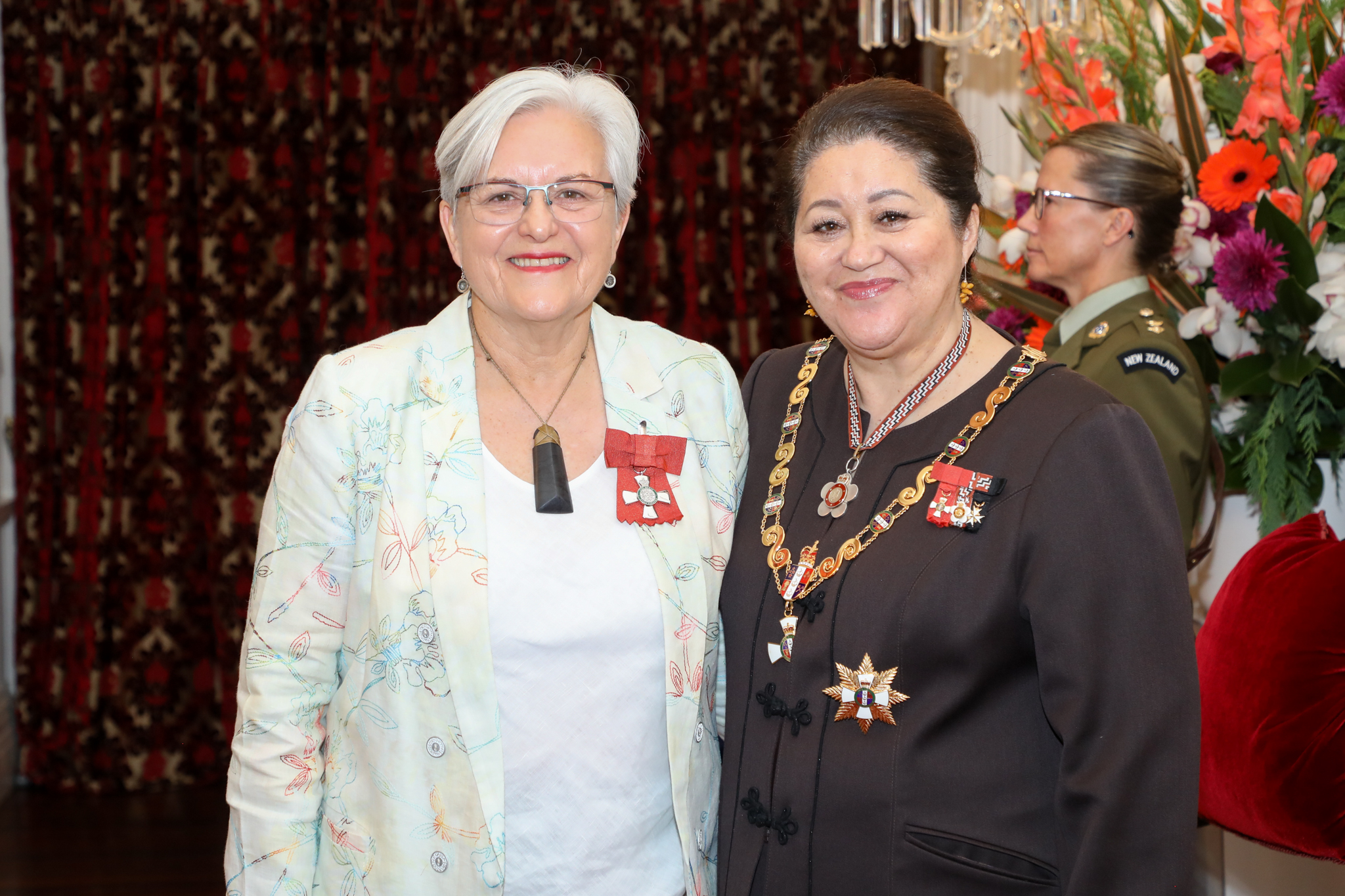
Street (izquierda), después de su investidura como miembro de la Orden del Mérito de Nueva Zelanda por parte de la gobernadora general, Cindy Kiro, el 23 de mayo de 2024.

Street recibió la Medalla Conmemorativa de Nueva Zelanda por sus servicios a Nueva Zelanda en 1990 y la Medalla del Centenario del Sufragio de Nueva Zelanda por sus servicios a las mujeres en 1993. Durante los Honores de Año Nuevo de 2024, Street fue nombrada Miembro de la Orden del Mérito de Nueva Zelanda, por sus servicios como miembro del Parlamento y por los derechos humanos y democráticos. 